# Ring imaging Cherenkov detector
 (février 2023).
Si vous disposez d'ouvrages ou d'articles de référence ou si vous connaissez des sites web de qualité traitant du thème abordé ici, merci de compléter l'article en donnant les références utiles à sa vérifiabilité et en les liant à la section « Notes et références ».

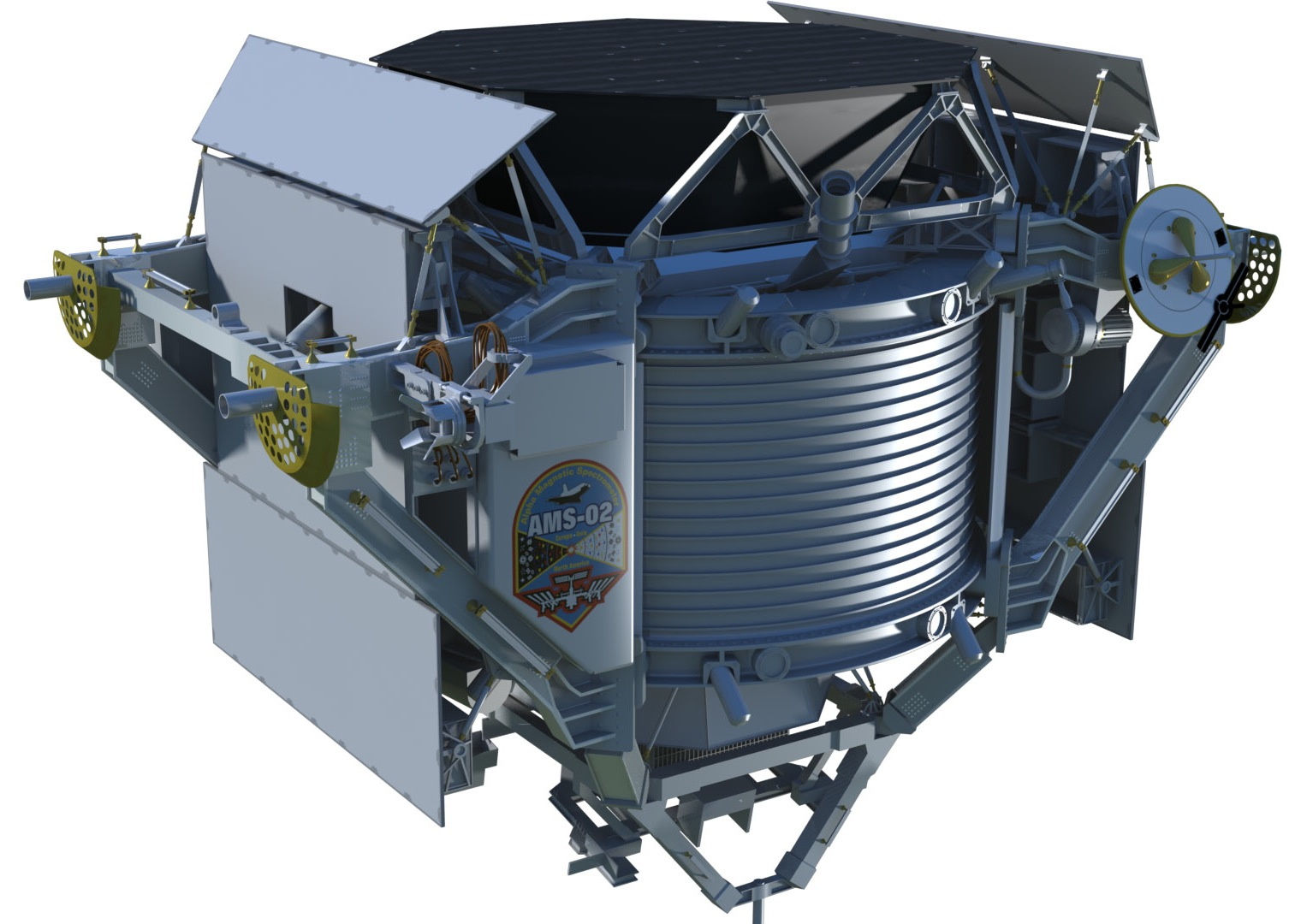
Le spectromètre magnétique Alpha de la Station spatiale internationale utilise (notamment) un détecteur RICH.

Le détecteur Ring Imaging Cherenkov (abrégé RICH, par l'anglicisation du nom Čerenkov en Cherenkov) est un type de détecteur de particules fonctionnant sur le principe de l'effet Čerenkov. La projection sur un plan de photomultiplicateurs du cône de lumière formé par le passage d'une particule chargée dans un milieu radiateur forme un anneau (d'où le nom « imagerie annulaire ») à partir duquel il est possible de déterminer certaines propriétés de la particule, telles que sa vitesse, son type ou sa direction.